# Нова Весь (Сокульський повіт)
Нова Весь (пол. Nowa Wieś) — село в Польщі, у гміні Домброва-Білостоцька Сокульського повіту Підляського воєводства.
Населення — 163 особи (2011).
У 1975-1998 роках село належало до Білостоцького воєводства.

## Демографія
Демографічна структура станом на 31 березня 2011 року:
|          | Загалом | Допрацездатний вік | Працездатний вік | Постпрацездатний вік |
| -------- | ------- | ------------------ | ---------------- | -------------------- |
| Чоловіки | 83      | 20                 | 49               | 14                   |
| Жінки    | 80      | 18                 | 44               | 18                   |
| Разом    | 163     | 38                 | 93               | 32                   |